# Tinta barroca
Tinta barroca – czerwona odmiana winorośli, pochodząca z Portugalii. Jedna z podstawowych odmian do produkcji wina porto, używana także jako surowiec na wina stołowe.

## Pochodzenie
Tinta barroca pochodzi z regionu Douro w Portugalii. Dawna nazwa, tinta grossa wyszła z użycia. Szczep jest spokrewniony z lokalnym szczepem touriga franca.

## Charakterystyka
Tinta barroca jest odmianą dojrzewającą wcześnie, około dwa tygodnie przed innymi w regionie Douro. Plony są wysokie, a wzrost bujny. Źle znosi upał, dlatego jest uprawiana raczej w niżej położonych częściach doliny Douro, Baixo Corgo i Cima Corgo i na północnych stokach. Grona mają wysoką zawartość cukrów, która przekłada się na wysoką zawartość alkoholu.

## Wina
Tinta barroca jest jedną z podstawowych odmian do produkcji porto i wnosi w nie strukturę, alkohol i bukiet. W oficjalnej klasyfikacji odmian stanowiących surowiec na porto tinta barroca uzyskała ocenę dobrą. Oferowane są także wina odmianowe, którym zarzuca się brak złożoności i wystarczającego poziomu kwasowości. Te niedomagania okazują się przydatne do łagodzenia zbyt wyrazistych win.
Odmiana jest dopuszczona do produkcji win apelacji Douro oraz regionalnych z obszaru Trás-os-Montes i Varosa. 

## Rozpowszechnienie
Portugalskie uprawy tinta barroca w 2010 roku liczyły 4455 ha. Odmiana jest ważną odmianą w portugalskim regionie Douro. W 2004 udział w areale tamtejszych winnic wynosił 11,2% (za odmianami touriga franca i tempranillo znaną jako tinta roriz).
Tinta barroca jest uprawiana w Republice Południowej Afryki z przeznaczeniem na wina wzmacniane w stylu porto, a czasem na odmianowe wina stołowe.

## Synonimy
Tinta barroca jest znana jako boca de mino i tinta barocca, a także jako baroccas, barroca, tinta gorda, tinta grossa (nieprawidłowo), tinta vigaria.